# TTC Blau-Gold Berlin
Der Tisch-Tennis Club "Blau-Gold" Berlin e.V. ist ein Traditionsverein aus Berlin-Wedding, der sich ausschließlich dem Tischtennissport widmet. Seine Damenmannschaft gehörte in den 1950er-Jahren zu den besten Teams in Deutschland. Sie wurden sechsmal deutscher Vizemeister, fünfmal norddeutscher Meister und elfmal Berliner Meister. Außerdem holten sie dreimal den Berliner Verbandspokal.
Heute dagegen spielen die Herrenmannschaften des Vereins in den oberen Klassen Berlins und die erste Mannschaft spielte sogar vier Jahre lang in der Verbandsoberliga Ost (2017/18, 2019/20, 2020/21 und 2021/22). In der Saison 2024/25 sind eine Damenmannschaft, sieben Herrenmannschaften, vier Seniorenmannschaften und vier Jugendmannschaften gemeldet.
Der Verein wurde für seine Jugendarbeit mehrfach gewürdigt. 2009 nahm die Mädchenmannschaft an der deutschen Meisterschaft in Neuenstein (Baden-Württemberg) teil.

## Geschichte
Der Verein hat nichts zu tun mit dem schon seit 1921 unter dem Namen TC Blau-Gold 1921 agierenden Verein, der in den 1930er-Jahren große Turniere organisierte.
Der TTC Blau-Gold Berlin wurde am 1. April 1949 in West-Berlin vom Ehepaar Erwin Beyer (1905–1964) und Fridel Beyer (1909–1977), Heinz Herbst (1918–1994), Ernst Buchholz (1921–2000) und Fräulein Pohl gegründet. Er entstand aus den großen Teilen der kommunalen Sportgruppe Prenzlauer Berg (der wiederum viele Spieler der alten Berliner Vorkriegsvereine TTC Tivoli Heiligensee und TSV Wittenau angehörten), die nicht gewillt waren, sich dem Deutschen Sportausschuss, dem damaligen Dachverband der Sowjetischen Besatzungszone, unterzuordnen. Blau-Gold bestand anfangs aus 35 Mitgliedern, vorwiegend aus dem Wedding, aus Mitte, Prenzlauer Berg und Pankow. 1950 wechselten noch etliche Mitglieder der SG Nordring zu Blau-Gold.
Die erste Spielstätte des neu gegründeten Vereins war die Sporthalle in der Plantagenstraße 16-17, schon 1950 zog man in die Sporthalle Müllerstraße 158 (Ecke Triftstraße) und 1964 in die neu erbaute Sporthalle Schöningstraße 6.

### Damen
Gleich in der ersten Saison wurde die 1. Damenmannschaft Gesamtberliner Mannschaftsmeister. Im folgenden Jahrzehnt spielte sie im deutschen Tischtennissport eine gute Rolle, gewann jedoch nie gegen die Konkurrenz von Eintracht Frankfurt und TTC Rot-Weiß Hamburg den Titel des deutschen Meisters. Zwölfmal erreichte sie die Endrunde, sechsmal wurde sie Zweiter.
| Saison  | Spielort   | Rangfolge                                                                 | Aufstellung der 1. Damenmannschaft                                                                                        |
| ------- | ---------- | ------------------------------------------------------------------------- | --- |
| 1949/50 | Wuppertal  | 1. TSV Union Wuppertal 2. Blau-Gold                                       | Uschi von Puttkamer, Erika Richter, Friedel Hundertmark, Gerda Gaul (1929–1994), Fridel Beyer, Gerda Gülzer               |
| 1950/51 | Eisenach   | 1. MTV München von 1879 2. Eintracht Frankfurt 3. Blau-Gold               | Uschi von Puttkamer, Erika Richter, Anita Haacke, Gerda Gülzer, Fridel Beyer, Friedel Hundertmark, Gerda Gaul             |
| 1951/52 | Leipzig    | 1. Eintracht Frankfurt 2. Blau-Gold                                       | Uschi von Puttkamer, Anita Haacke, Erika Richter, Fridel Beyer, Christel Buske, Gerda Gaul, Friedel Hundertmark           |
| 1952/53 | Wuppertal  | 1. Eintracht Frankfurt 2. Blau-Gold                                       | Uschi von Puttkamer, Anita Haacke, Barbara Kendelbacher, Fridel Beyer, Christel Buske, Erika Richter, Friedel Hundertmark |
| 1953/54 | Eisenach   | 1. TTC Rot-Weiß Hamburg 2. Eintracht Frankfurt 3. Blau-Gold               | Uschi von Puttkamer, Anita Haacke, Barbara Kendelbacher, Christel Buske, Roswitha Ciesielski, Erika Richter, Fridel Beyer |
| 1954/55 | Weinheim   | 1. TTC Rot-Weiß Hamburg 2. Eintracht Frankfurt 3. Blau-Gold               | Erika Richter, Fridel Beyer, Uschi Geuenich, Anita Haacke, Gerda Gaul, Roswitha Ciesielski, Christel Buske                |
| 1955/56 | Hamburg    | 1. Eintracht Frankfurt 2. Blau-Gold                                       | Christel Buske, Edeltraud Felgendreher, Anita Haacke, Lisa Meier, Roswitha Ciesielski, Friedel Hundertmark                |
| 1956/57 | Radolfzell | 1. Eintracht Frankfurt 2. Blau-Gold                                       | Anita Haacke, Lisa Meier, Uschi Geuenich, Ursula Koch, Ursula Mehrforth, Edeltraud Felgendreher                           |
| 1957/58 | Neuwied    | 1. Eintracht Frankfurt 2. DTC Kaiserberg 3. Blau-Gold                     | Anita Haacke, Lisa Meier, Uschi Geuenich, Ursula Koch, Edeltraud Felgendreher, Ursula Mehrforth                           |
| 1958/59 | Bietigheim | 1. Eintracht Frankfurt 2. DTC Kaiserberg 3. MTV München 1879 4. Blau-Gold | Anita Haacke, Lisa Meier, Uschi Geuenich, Ursula Koch, Gisela Koch, Edeltraud Felgendreher, Ursula Mehrforth              |
| 1959/60 | Kiel       | 1. TK Hannover 2. Blau-Gold                                               | Anita Haacke, Lisa Meier, Ursula Koch, Brigitte Wolf, Uschi Geuenich, Edeltraud Felgendreher, Ursula Mehrforth            |
| 1965/66 | Kiel       | 1. DSC Kaiserberg 2. Kieler TTK Grün-Weiß 3. Blau-Gold                    | Anita Haacke, Edith Steinke, Oda Baucke, Jutta Krüger (siehe auch Tischtennissaison 1965/66#Damen Abschlusstabellen)      |

In den Jahren, als es nicht zur Teilnahme an den Deutschen Meisterschaften reichte, sind als Neuzugänge noch Brigitte Stritzel, Irmgard Witek, Gisela Bartels und Gabriele Eisermann hervorzuheben. 1966/67 verpasste Blau-Gold mit Platz drei in der Oberliga die Teilnahme an der Deutschen Meisterschaft. 1967 verließ Jutta Trapp den Verein. In den folgenden Jahren belegte Blau-Gold die Oberligaplätze 7 und 8, um in der Saison 1969/70 als Tabellenletzter abzusteigen. Als Gründungsmitglied der Oberliga Nord und elfjähriger Zugehörigkeit konnte man aber zurückblickend Stolz auf die Bilanz sein. Mit ihrer Spitzenspielerin Anita Brauns sowie Lisa Meier, Gabriele Konieczka, Bärbel Sandmann, Hannelore Soyez, Beatrice Beran, Doris Kindlmann, Hannelore Martin, Monika Korte, Ines Reißaus, Carola Geisler, Sabine Ernst, Heike Falk-Müller (1963–2019) und Marina Gvoic konnte sich die Mannschaft die nächsten 31 Jahre stets in der höchsten Berliner Spielklasse halten – bis auf die Jahre 1980 bis 1983, als sie in der Stadtliga spielten. In der Saison 1987/88 schafften sie in der Aufstellung Anita Brauns, Carola Geisler, Sabine Ernst, Gabriele Konieczka, Hannelore Soyez sogar den Aufstieg in die neu gegründete Oberliga Berlin/Hamburg/Schleswig-Holstein, in der sie sich aber nur ein Jahr halten konnten. Ab der Saison 2001/02 spielte die 1. Damen in der Bezirksliga – und zwar bis zur Saison 2015/16. Danach waren nicht mehr genügend Damen zusammenzutrommeln, um eine Mannschaft aufzustellen. Eine lange Tradition ging damit vorerst zu Ende. Erst zur Saison 2024/25 konnte wieder eine starke Damenmannschaft gemeldet werden, die in der Bezirksliga starten darf.
Bei Deutschen Einzelmeisterschaften errang Uschi von Puttkamer 1950 den Titel im Doppel mit Erika Richter, die im selben Jahre Vizemeisterin im Einzel wurde. 1952 holte sich Uschi von Puttkamer die Vizemeisterschaft im Einzel und im Doppel mit Anita Haacke; im selben Jahr wurde Erika Richter dritte im Mixed an der Seite von Götz Meschede (BTTC Grün-Weiß Berlin). 1959 gewann Anita Haacke an der Seite von Anton Breumair (Polizei SV Augsburg) den 3. Platz im Mixed. 1960 erreichte Anita Haacke erneut den 2. Platz im Doppel – diesmal an der Seite von Edith Lersow (BTTC Grün-Weiß Berlin). 1965 schaffte Jutta Krüger gemeinsam mit Doppelpartnerin Edith Lersow (BTTC Grün-Weiß Berlin) den Sprung aufs oberste Podest. Im selben Jahr errangen Anita Haacke und Edith Steinke den 3. Platz im Doppel. Jeweils den 3. Platz im Einzel erkämpfte sich Jutta Krüger 1966 und 1967.
Bei Norddeutschen Einzelmeisterschaften holte Anita Haacke zweimal den Doppeltitel: 1961 mit Edith Lersow (BTTC Grün-Weiß Berlin) und 1963 mit Edith Steinke. 1963 errang Edith Steinke an der Seite von Ernst Gomalla (MTV Salzgitter) den Mixedtitel. Oda Baucke setzte sich 1964 – ebenfalls mit Edith Lersow (BTTC Grün-Weiß Berlin) an die Spitze und 1965 errang Jutta Krüger – wieder an der Seite von Edith Lersow (BTTC Grün-Weiß Berlin) – den Doppeltitel.
Bei Berliner Einzelmeisterschaften errang Uschi von Puttkamer 1949–53 fünfmal die Meisterschaft im Einzel und im Doppel in Folge, 1951 und 1953 auch im Mixed. Anita Haacke gewann zehnmal den Doppeltitel im Zeitraum 1951 bis 1967 – mit sechs verschiedenen Partnerinnen; gleichzeitig wurde sie achtmal Vizemeisterin im Einzel. Im Mixed mit Wolfgang Lux (TeBe) durfte sie 1968 aufs oberste Treppchen klettern. Edith Steinke holte dreimal (1962, 1963, 1965) mit Manfred Konieczka (TeBe) den Mixedtitel. 1966 gewann Jutta Krüger ihren ersten Einzeltitel und auch im Doppel mit Oda Baucke. Ranglistensiege gab es 1956 und 1958 für Anita Haacke, 1964 zweimal für Oda Baucke und 1966 für Jutta Krüger. Bei den Berliner Juniorenmeisterschaften siegte Jutta Krüger 1966 und 1967 im Einzel und im Doppel (1966 mit Marianne Kerwat vom TSC Berlin-Neukölln und 1967 mit Hannelore Rückert), 1966 auch im Mixed mit Eue (BFC Meteor 06).

### Herren
Die 1. Herrenmannschaft startete 1949 in der Landesliga, der damals höchsten Berliner Spielklasse, in der Aufstellung Heinz Herbst (1918–1994), Alfons Wiersbinski (1920–1979), Heinz Fröbel (1919–2003), Rudolf Behrendt (1922–1987), Klaus "Fredy" Beyer und Helmut Gbur (1929–2000). Bis Ende der 1950er-Jahre konnte sie sich in dieser Klasse halten (u. a. mit Rudi Kirsch, 1920–2003); dann rutschte sie in untere Klassen ab. Nach 15 Jahren in der 1. Kreisliga (mit gestandenen Spielern wie Wolfram Franz, Rudi Eller, Hans-Dieter Hackl, Jürgen Born, Joachim Martin) konnte sich die Mannschaft zur Saison 1981/82 so gut verstärken, dass sie in der Aufstellung Atilla Ciftci, Lothar Weiland, Ronald Ohm, Dietmar Eggert (1937–2023), Alois Vedder, Jürgen Schilling mit 28:0 Punkten den Aufstieg in die Bezirksliga schaffte. Mit vielen Talenten aus der eigenen Jugend – allen voran Dirk Gansen, Marco Hoeft und André Schmandt – ging es nun langsam, aber stetig weiter aufwärts. 1986/87 und 1987/88 spielte die Mannschaft in der Stadtliga, der damals zweithöchsten Spielklasse Berlins. Nach einer Umstrukturierung, die die Auflösung der Stadtliga mit sich brachte, wurden sie in die Bezirksliga zurückgestuft. Der lang ersehnte Aufstieg in die Verbandsliga (höchste Berliner Spielklasse) wurde 1992/93 mit Uwe Ogger, Peter Heistermann, André Schmandt, Michael Lormies, Dr. Stephan Effenberger, Holger Lippe geschafft. In der Saison 1998/99 lag für Dirk Gansen, Stefan Veith, Christian Siebert, Robert Wessels, Gregor Dindorf und Dr. Thomas Gaudszun sogar die Berliner Meisterschaft in greifbarer Nähe, wäre da nicht das letzte Spiel gewesen, das ausgerechnet einen Tag nach dem Stiftungsfest zum 50. Vereinsjubiläum stattfand … Und so kam es, dass nochmal 18 Jahre bis zum nächsten Aufstieg in höhere Sphären abgewartet werden mussten. In der Saison 2017/18 war es dann endlich so weit: Blau-Golds Herren durften ihre erste Saison überregional in der Verbandsoberliga Ost absolvieren. Carsten Lüdicke, Johannes Scholz, Thomas Schmidt, Fardad Ramezani, Daniel Gansen, Elvis Smajovic schlugen sich achtbar gegen die Gegner aus Berlin und Brandenburg, jedoch reichte es leider nicht zum Klassenerhalt. Aber was einmal klappt, kann auch noch mal klappen: Und so schafften sie im nächsten Jahr den erneuten Aufstieg. Jetzt lief es viel besser und sie belegten in der Saison 2019/20 und 2020/21 jeweils den 4. Platz – mit den Spielern Carsten Lüdicke, Hossein Golparvaran-Tehrani, Hussein Tohmaz, Elvis Smajovic, Thomas Schmidt, Mohamad Handous. Die Saison 2021/22 musste leider coronabedingt abgebrochen werden. Da nur die Hinrunde in die Wertung kam, erreichte die 1. Herren mit den Spielern Hossein Golparvaran-Tehrani, Hussein Tohmaz, Elvis Smajovic, Thomas Schmidt, Johannes Scholz, Mohamad Handous, Robert Wessels, Daniel Gansen, Ehsan Golparvaran-Tehrani und Niklas Forck nur den 10. Platz und musste aus der Verbandsoberliga Ost absteigen. In der Saison 2022/23 hatten sie Pech: Der 8. Platz in der Verbandsliga reichte nicht zum Klassenerhalt (Abstieg über die Relegation in die Landesliga). Ebenso knapp war es in Saison 2023/24: Der 3. Platz in der Landesliga reichte (erneut über die Relegation) nicht zum Wiederaufstieg.

### Seniorinnen und Senioren
Im Jahre 1964 gewann die 1. Seniorenmannschaft mit den Spielern Rudolf Behrendt (1922–1987), Kurt Grüschow (1923–2002), Heinz Herbst (1918–1994), Günter Rückert (1924–1978) und Werner Schmidt (1920–2021) die Berliner Meisterschaft. 1967 und 1973 folgten zwei Titelgewinne bei den Seniorinnen für Ursula Mehrforth, Hannelore Martin und Irmgard Herbst (1920–1996). 1973/74 bis 1980/81 spielte die 1. Seniorenmannschaft mit Spielern wie Rudolf Eller, Dietmar Eggert, Herbert Laabs (1929–1978), Dieter Golembiewski (1937–2021), Klaus Rach und Günter Brüssel (1934–2016) in der 2. Klasse – bis auf 1978/79, wo sie in der 1. Klasse (höchste Berliner Spielklasse) ihr Glück versuchte. Bedeutende Ereignisse von den Mannschaften sind erst wieder in der Saison 2010/11 zu vermelden, als sich die Ü 40 mit den Spielern Robert Wessels, Andreas Stoll, Thomas Lilienthal und Christian Siebert endgültig in der Verbandsklasse (höchste Berliner Spielklasse) festsetzen konnte. Ein Höhepunkt war die Saison 2018/19, als die Senioren Ü 40 die Berliner Vizemeisterschaft holten, die zum Start bei den Norddeutschen berechtigte. Hier wurden Carsten Lüdicke, Jens Beckmann, Johannes Scholz und Atilla Ciftci ungeschlagen Norddeutscher Mannschaftsmeister und bei den Deutschen Meisterschaften kamen sie auf einen achtbaren 6. Platz. In der Saison 2021/22 kam es durch den coronabedingten Ausfall von Blau-Gold I zu einem kuriosen Ergebnis: In der Klasse Ü 40 wurde Blau-Gold II mit den Spielern Mark Mechau, André Albert, Thomas Schmidt und Daniel Gansen Berliner Meister! Dies war nach 48 Jahren Pause wieder mal ein Mannschaftsmeistertitel für die Senioren. Bei den Norddeutschen Mannschaftsmeisterschaften kämpften sie sich auf den 3. Platz.
Bei Deutschen Senioren-Einzelmeisterschaften ließen zuerst die Damen Fridel Beyer (1909–1977) und Gerda Gülzer aufhorchen, als sie 1950/51 den Meistertitel im Doppel errangen. Erst wieder im Jahre 1979/80 erreichte das Anita Brauns mit ihrer Partnerin Edith Lersow vom BSV 1892. In der Seniorenklasse Ü 50 schaffte sie 1988/89 – diesmal mit Martha Willke vom SV Cheruskia Laggenbeck – erneut den Sprung aufs oberste Podest.
Bei den Berliner Senioren-Einzelmeisterschaften siegte Ursula Mehrforth 1966, 1968 und 1970 im Einzel und zusammen mit Irmgard Herbst 1966 und 1969 im Doppel sowie 1969 im Mixed mit Rolf Nelke vom Spandauer TTC. Bei den Berliner Bestenspielen der Altersklasse siegte Rudolf Behrendt 1968 und 1969 im Mixed mit Margot Mann (OSC). In derselben Klasse war er 1969 im Doppel mit Helmut Deutschland (Spandauer TTF) erfolgreich und 1972 reihte sich das Doppel Ursula Mehrforth/Irmgard Herbst in die Siegerliste ein. In der Seniorenklasse Ü 40 gewannen Hannelore Martin/Ursula Mehrforth den Doppeltitel, 1973 und 1980 schaffte es Hannelore Martin noch einmal – diesmal mit ihrer Partnerin Ursula Tegetmeier (TSV Staaken). 1981, 1982 (in der heimischen Sporthalle) und 1983 siegte Anita Brauns zusammen mit Edith Lersow (BSV 1892) in der Klasse Ü 40. Im Mixed gewann sie in derselben Klasse 1984 mit Karl Rauch (Spandauer TTC) und 1985 mit Günter Michael (Polizei SV) den Titel. In der Seniorenklasse Ü 50 konnte Anita Brauns fünf Einzeltitel (1986, 1987, 1989, 1990, 1992) gewinnen. Im Doppel siegte sie 1990 und 1991 (und 1990 auch Ü 60) mit Renate Degenhardt (Reinickendorfer Füchse) sowie 1995 mit Jutta Schultz (TTC Neukölln), im Mixed 1989 mit Egon Müller-Degenhardt (Reinickendorfer Füchse), 1991, 1992 und 1993 mit Karl Rauch (Spandauer TTC). Sabine Ernst siegte 1998 und 1999 im Doppel mit ihrer Partnerin Jutta Trapp (SCC) in der Seniorenklasse Ü 40. In der Seniorenklasse Ü 70 sicherte sich Anita Brauns 2002 den Einzeltitel. Bei den Berliner Seniorenmeisterschaften 2016 holte sich Carsten Lüdicke den Doppeltitel mit seinem Partner Jens Beckmann (Charlottenburger TSV 1858). 2019 konnte sich erstmals in der Vereinsgeschichte des TTC Blau-Gold ein männlicher Teilnehmer an die Spitze der Einzelkonkurrenz setzen: Carsten Lüdicke gewann souverän in der Klasse Ü 40 und holte auch noch den Doppeltitel mit Johannes Scholz sowie den Mixedtitel mit seiner Partnerin Antonia Müller (SV Blau-Weiß Petershagen). In der Klasse Ü 50 setzte sich Andreas Stoll mit seinem Partner Dirk Gansen (TTV Preußen 90) an die Spitze.